# Niezależni sportowcy olimpijscy na letnich igrzyskach olimpijskich
Niezależni sportowcy olimpijscy (lub niezależni uczestnicy olimpijscy) na letnich igrzyskach olimpijskich rywalizowali, nie reprezentując żadnego kraju głównie z powodu przemian politycznych. Wystąpili po raz pierwszy na igrzyskach w 1992 jako niezależni uczestnicy olimpijscy. Byli to sportowcy z Federalnej Republiki Jugosławii i Macedonii. Kolejny raz, już jako niezależni sportowcy olimpijscy na igrzyskach olimpijskich w Sydney w 2000, a byli to zawodnicy z walczącego o niepodległość Timoru Wschodniego. Kolejny raz wzięli udział w XXX Igrzyskach Olimpijskich w 2012 i byli to uczestnicy z krajów, które nie miały swoich komitetów olimpijskich (sportowcy z Antyli Holenderskich i z Sudanu Południowego). Po raz czwarty wystąpili w XXXI Igrzyskach Olimpijskich w 2016 i byli to uczestnicy z Kuwejtu.
Niezależni sportowcy olimpijscy zdobyli na wszystkich dotychczasowych olimpiadach łącznie pięć medali – jeden srebrny i dwa brązowe na igrzyskach w 1992 oraz po jednym złotym i brązowym na igrzyskach w 2016.

## Klasyfikacja medalowa i występy
| Igrzyska            | Złoto | Srebro | Brąz | Razem |
| ------------------- | ----- | ------ | ---- | ----- |
| 1992 Barcelona      | 0     | 1      | 2    | 3     |
| 2000 Sydney         | 0     | 0      | 0    | 0     |
| 2012 Londyn         | 0     | 0      | 0    | 0     |
| 2016 Rio de Janeiro | 1     | 0      | 1    | 2     |
| Razem               | 1     | 1      | 3    | 5     |

## Historia
Starty pod flagą olimpijską zapoczątkowała drużyna mieszana. Byli to sportowcy z różnych krajów tworzący drużyny, duety. Wystąpili na trzech igrzyskach (1896, 1900, 1904) oraz na olimpiadzie w 1906. Po 1906 MKOl zabronił startów tego typu drużynom.
Zimowe Igrzyska Olimpijskie 1940, które miały się odbyć w Garmisch-Partenkirchen, odwołano z powodu II wojny światowej. Organizatorzy zabronili startu Czechosłowacji mimo wcześniejszego porozumienia z okupantem. Czechosłowacja i MKOl byli jednak przygotowani na start Czechosłowaków pod flagą olimpijską.
Podczas zimnej wojny niektórzy sportowcy, którzy wyemigrowali zza żelaznej kurtyny, nie mogli konkurować na olimpiadzie dla swojego dawnego kraju. Niektórzy chcieli konkurować jako niezależni olimpijczycy, ale nie dostali pozwolenia MKOl, inni zmieniali obywatelstwo albo nie startowali w ogóle.
W 1976 Gujana zbojkotowała igrzyska olimpijskie, tym samym uniemożliwiając start swoim reprezentantom. Mimo to sprinter James Gilkes chciał rywalizować na igrzyskach. Prosił MKOl o możliwość startu jako niezależny olimpijczyk, lecz jego wniosek został odrzucony.

## Prawo startu i organizacja sztabu
Prawo startu na igrzyskach olimpijskich daje karta olimpijska, którą sportowiec otrzymuje poprzez kwalifikacje w danej konkurencji olimpijskiej. Ponadto w każdej dyscyplinie na igrzyskach olimpijskich jest maksymalna kwota sportowców z danego kraju np. w kolarstwie szosowym reprezentacja nie może liczyć więcej niż pięciu zawodników. W przypadku gdy zawodnik reprezentuje kraj, który nie posiada komitetu olimpijskiego, MKOI przyznaje zawodnikom prawo startu na igrzyskach olimpijskich jako niezależny sportowiec olimpijski. W czasie igrzysk każda reprezentacja ma swój sztab szkoleniowy, medyczny, z kolei niezależni sportowcy mają swoje sztaby ze swoich krajów.

## Letnie Igrzyska Olimpijskie 1992

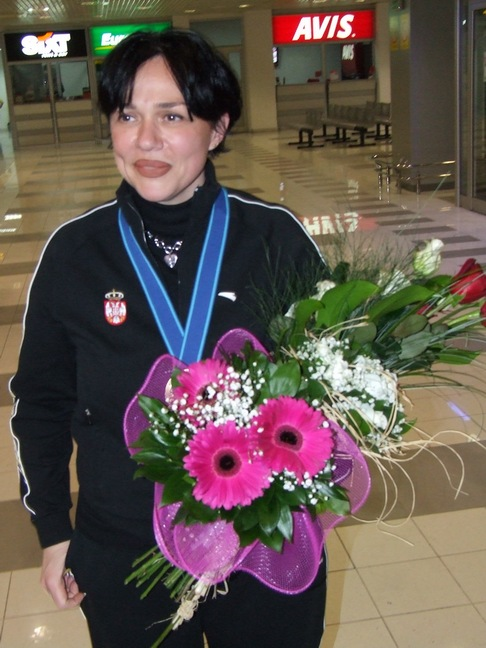
Jasna Šekarić – srebrna medalistka w strzelectwie na IO 1992

Podczas igrzysk olimpijskich w 1992 sportowcy z nowej Jugosławii (powstałej po odłączeniu się pozostałych republik) i Macedonii startowali jako niezależni uczestnicy igrzysk olimpijskich. Federalna Republika Jugosławii (dzisiejsza Serbia i Czarnogóra) była pod sankcjami ONZ, więc nawet gdyby Serbia i Czarnogóra posiadała w tym czasie uznany komitet olimpijski, to i tak sportowcy z tego kraju nie mogliby wziąć udziału w igrzyskach. Sportowcy z Macedonii nie mogli startować pod własną flagą, ponieważ nie istniał jeszcze narodowy komitet olimpijski tego kraju. Udział w igrzyskach pod flagą olimpijską wzięło pięćdziesięcioro ośmioro sportowców. Zdobyli oni wtedy trzy medale – jeden srebrny (Jasna Šekarić) i dwa brązowe (Aranka Binder i Stevan Pletikosić), wszystkie w konkurencjach strzeleckich. Były to wtedy jedyne medale niezależnych sportowców olimpijskich na jakichkolwiek igrzyskach olimpijskich. Ponadto szesnaścioro zawodników rywalizowało w igrzyskach paraolimpijskich, podczas których zdobyli oni łącznie osiem medali.

## Letnie Igrzyska Olimpijskie 2000
Na IO 2000 wystąpiło czworo niezależnych olimpijczyków (trzech mężczyzn i jedna kobieta). Byli to sportowcy z niestabilnego w tym czasie Timoru Wschodniego. W wyniku przemian politycznych w kraju, który do tej pory był zależny od Indonezji, a od października 1999 roku był zarządzany przez Organizację Narodów Zjednoczonych, MKOl wyraził zgodę na pierwszy występ Timorczyków na igrzyskach, wówczas jeszcze pod egidą Międzynarodowego Komitetu Olimpijskiego. Funkcję chorążego pełnił bokser Victor Ramos. Niezależni sportowcy nie zdobyli wtedy żadnego medalu. Poza nimi pojawili się też niezależni sportowcy paraolimpijscy na paraolimpiadzie. Było ich dwóch, również nie zdobyli medalu.

## Letnie Igrzyska Olimpijskie 2012

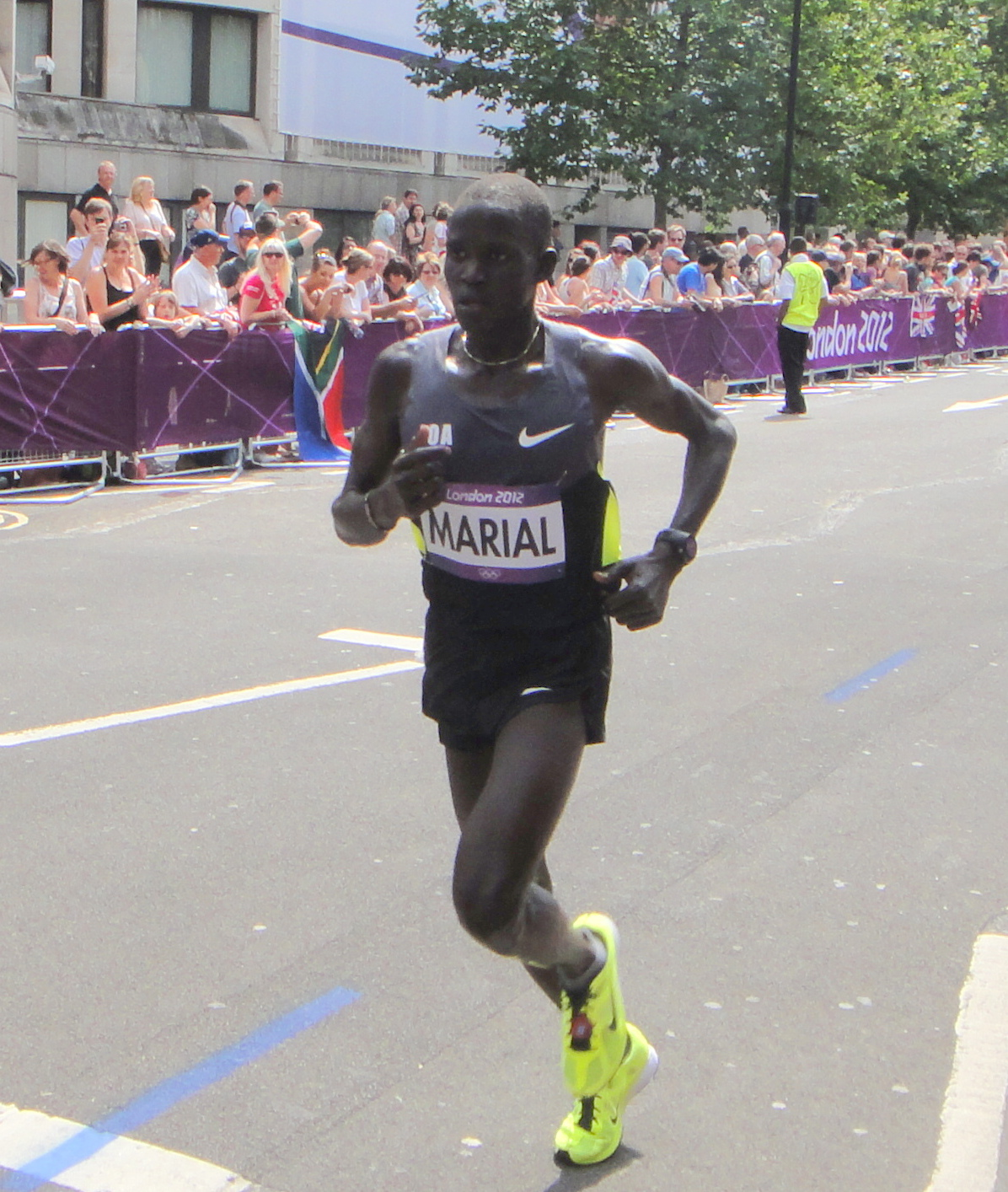
Guor Marial – niezależny olimpijczyk z Sudanu Południowego

Na Igrzyskach Olimpijskich 2012 pojawiły się ekipy ze wszystkich państw zrzeszonych w MKOl, a także niezależni olimpijczycy. Było to troje sportowców (dwóch mężczyzn i jedna kobieta) z rozwiązanych w 2010 Antyli Holenderskich oraz jeden przedstawiciel Sudanu Południowego.
Komitet Olimpijski Antyli Holenderskich po rozwiązaniu kraju został wycofany z MKOl, jednak sportowcy, którzy zostali zakwalifikowani jako reprezentanci Antyli Holenderskich, wzięli udział w igrzyskach jako niezależni olimpijczycy. Sytuacja w Sudanie Południowym była odwrotna. Kraj powstał dopiero rok wcześniej i nie posiadał własnego komitetu olimpijskiego. Chorążym była amerykańska piłkarka Brooklyn Kerlin, która nie brała sportowego udziału w igrzyskach. Pod flagą olimpijską mieli konkurować także sportowcy z Kuwejtu, ponieważ MKOl 24 maja zawiesił Kuwejcki Komitet Olimpijski na okres dwóch lat. 14 lipca MKOl wycofał jednak zawieszenie i sportowcy z Kuwejtu mogli rywalizować pod własną flagą.

## Letnie Igrzyska Olimpijskie 2016
Na IO 2016 wystąpiło dziewięcioro niezależnych olimpijczyków. Byli to sportowcy z Kuwejtu. Narodowy Komitet Olimpijski Kuwejtu został zawieszony przez MKOl 27 października 2015 i dlatego zawodnicy z tego państwa nie mogli występować pod swoją flagą. Niezależnie startowała też reprezentacja uchodźców.

## Medaliści
Do tej pory medale indywidualnie zdobyło pięcioro olimpijczyków. Były to dwie zawodniczki i jeden zawodnik z Jugosławii oraz dwóch zawodników z Kuwejtu, którzy specjalizowali się w strzelectwie. To pięć medali – jeden złoty Fehaida Aldeehaniego w 2016 r. w konkurencji „trap podwójny”, jeden srebrny Jasny Šekarić w 1992 r. w konkurencji „Pistolet pneumatyczny 10 m” oraz trzy brązowe Aranki Binder w 1992 r. w konkurencji „Karabin pneumatyczny 10 m”, Stevana Pletikosicia w 1992 r. w konkurencji „Karabin małokalibrowy leżąc 50 m” oraz Abdullaha Al-Rashidiego w 2016 r. w konkurencji „Skeet”. Medale zdobyte przez tę drużynę w 1992, jednak nie zostały włączone do ogólnej klasyfikacji Jugosławii, ani nawet Serbii i Czarnogóry.
| Medal | Imię i nazwisko     | Narodowość | Igrzyska            | Dyscyplina  | Konkurencja                      |
| ----- | ------------------- | ---------- | ------------------- | ----------- | -------------------------------- |
|       | Fehaid Aldeehani    | Kuwejt     | Rio de Janeiro 2016 | Strzelectwo | Trap podwójny                    |
|       | Jasna Šekarić       | Jugosławia | Barcelona 1992      | Strzelectwo | Pistolet pneumatyczny 10 m       |
|       | Aranka Binder       | Jugosławia | Barcelona 1992      | Strzelectwo | Karabin pneumatyczny 10 m        |
|       | Stevan Pletikosić   | Jugosławia | Barcelona 1992      | Strzelectwo | Karabin małokalibrowy leżąc 50 m |
|       | Abdullah Al-Rashidi | Kuwejt     | Rio de Janeiro 2016 | Strzelectwo | Skeet                            |

## Chorążowie
Podczas igrzysk w Barcelonie ekipa nie miała chorążego, a nawet nie była obecna na ceremonii otwarcia. Podczas ceremonii otwarcia IO 2000 chorążym był bokser z Timoru Wschodniego – Victor Ramos. Na XXX Igrzyskach Olimpijskich, odbywających się w Londynie, chorążym była amerykańska piłkarka Brooklyn Kerlin, która została wybrana przez MKOI w głosowaniu jako LOCOG. Nie brała udziału sportowego w igrzyskach olimpijskich.
| Lp. | Rok i miejsce       | Chorąży         | Dyscyplina |
| --- | ------------------- | --------------- | ---------- |
| 1.  | Barcelona 1992      | –               | –          |
| 2.  | Sydney 2000         | Victor Ramos    | Boks       |
| 3.  | Londyn 2012         | Brooklyn Kerlin | –          |
| 4.  | Rio de Janeiro 2016 | wolontariusz    |            |

## Sportowcy
Na igrzyskach olimpijskich pod olimpijską flagą do tej pory wystąpiło siedemdziesięciu pięciu zawodników (pięćdziesięciu trzech mężczyzn i dwadzieścia dwie kobiety). Było to czworo olimpijczyków z Timoru Wschodniego, troje z Antyli Holenderskich, jeden sportowiec z Sudanu Południowego, sześciu z Macedonii, dziewięcioro z Kuwejtu oraz pięćdziesięcioro dwoje z krajów byłej Federalnej Republiki Jugosławii. Najmłodszy niezależny uczestnik igrzysk miał piętnaście lat i sto trzydzieści cztery dni, a była nim serbska gimnastyczka Majda Milak, zaś najstarszym była również Serbka – lekkoatletka Eszter Poljak, która miała wtedy trzydzieści dziewięć lat i trzysta pięćdziesiąt dni.
| Narodowość          | Liczba kobiet | Liczba mężczyzn | Liczba wszystkich sportowców | Medale |
| ------------------- | ------------- | --------------- | ---------------------------- | ------ |
| Jugosławia          | 17            | 35              | 52                           | 3      |
| Kuwejt              | 1             | 8               | 9                            | 2      |
| Macedonia Północna  | 2             | 4               | 6                            | 0      |
| Timor Wschodni      | 1             | 3               | 4                            | 0      |
| Antyle Holenderskie | 1             | 2               | 3                            | 0      |
| Sudan Południowy    | 0             | 1               | 1                            | 0      |
| Razem               | 22            | 53              | 75                           | 5      |